# St. Martin (Geisenhausen)

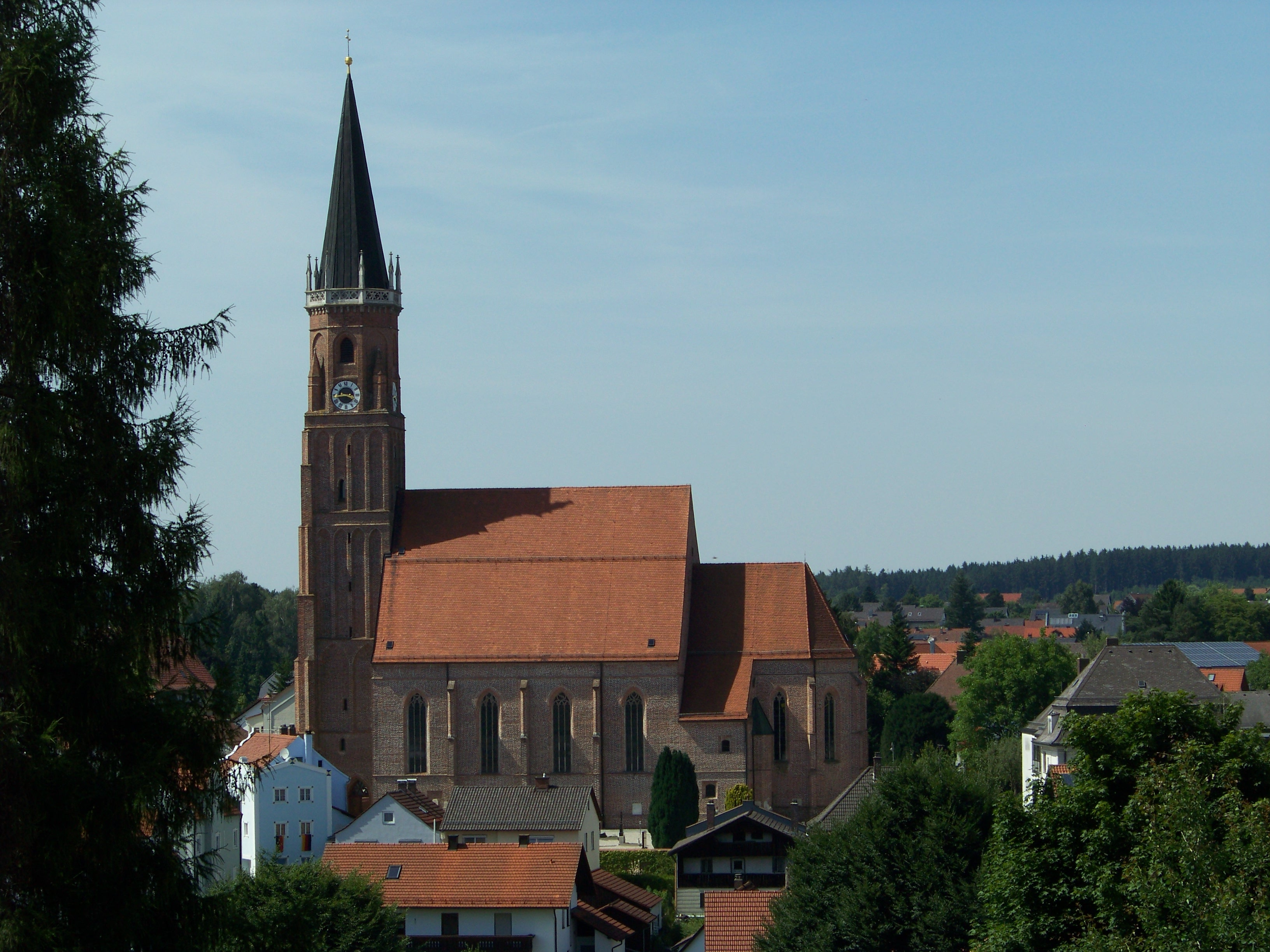
Außenansicht der Pfarrkirche St. Martin

Die römisch-katholische Pfarrkirche St. Martin in Geisenhausen im Landkreis Landshut in Niederbayern ist eine spätgotische Hallenkirche aus dem letzten Viertel des 15. Jahrhunderts. Das Gotteshaus liegt auf einer Anhöhe oberhalb des Marktplatzes. Es wird als ein Baudenkmal und als geschütztes Kulturgut nach der Haager Konvention geführt.

## Geschichte

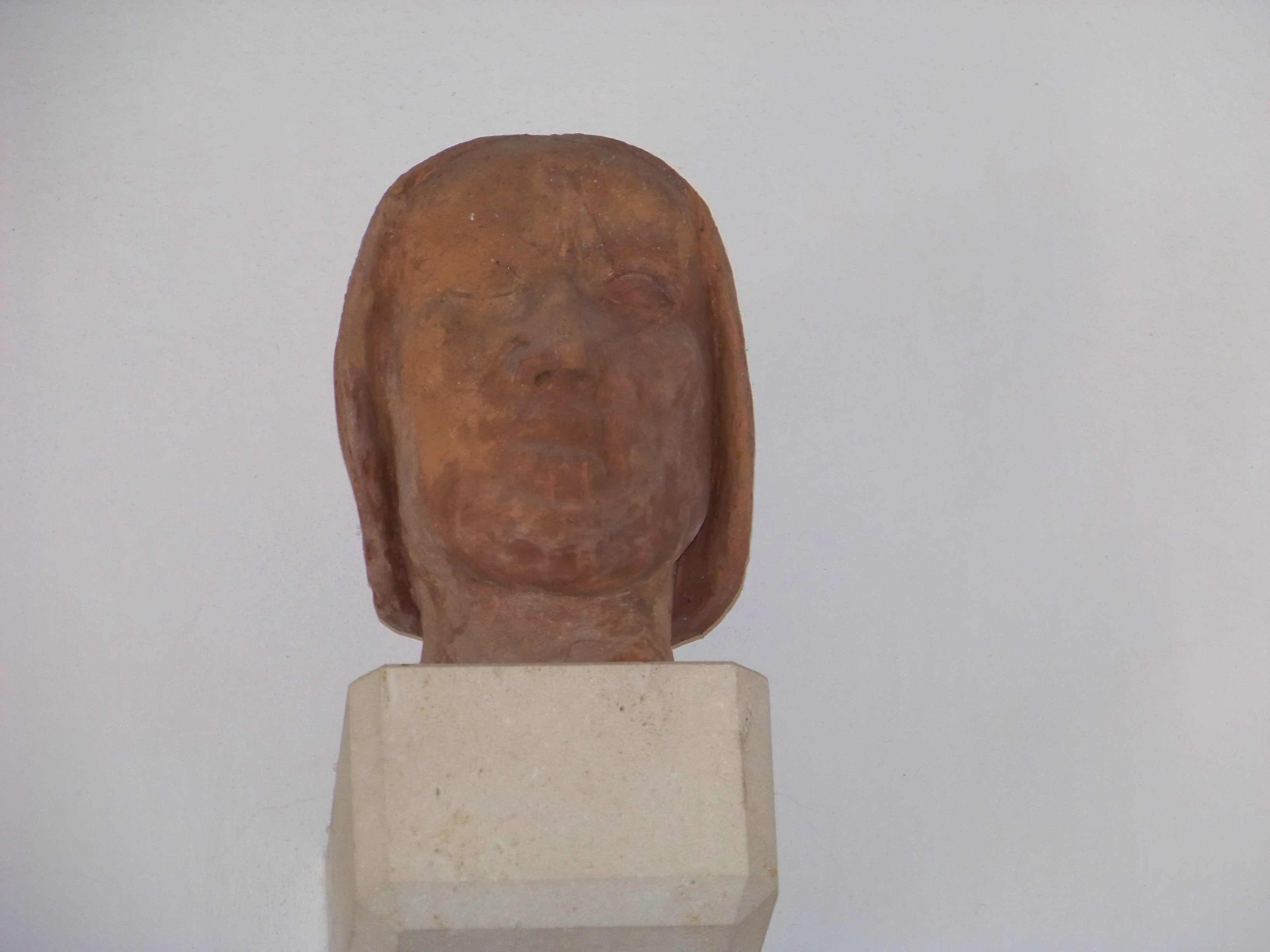
Porträt des (unbekannten) Baumeisters in Stein

Die Pfarrei Geisenhausen weist eine lange Geschichte auf, da bereits 827 die Filiale Eiselsdorf erstmals urkundlich erwähnt wurde. Im Jahr 980 vermachte Heinrich, der letzte Graf von Geisenhausen, fast seine ganzen Besitztümer, auch die Pfarrei, dem Domkapitel zu Augsburg. Dieser Zustand dauerte bis 1605, als die Pfarrei dem Kollegiatstift St. Martin in Landshut übereignet wurde. Nach der Säkularisation in Bayern wurde Geisenhausen 1803 eine selbstständige Pfarrei des Erzbistums München und Freising. 1977 wurde ein Pfarrverband mit der Nachbarpfarrei Diemannskirchen gebildet, 2002 kam Holzhausen dazu.
Die heutige Pfarrkirche wurde ab 1477 von den Meistern der Landshuter Bauhütte erbaut, die um dieselbe Zeit auch die Martinskirche in Landshut errichteten. Ein Porträt des heute unbekannten Erbauers ist in der Vorhalle des Hauptportals zu sehen. Die Turmobergeschosse wurden erst nach 1547 fertiggestellt. 1688 erfolgten die Barockisierung der Kirche und der Anbau der sogenannten Altöttinger Kapelle. Im Zuge von Arbeiten in den Jahren 1852 und 1870 wurde das Gotteshaus regotisiert. 1965 wurde bei den Ausschachtungsarbeiten für die Kirchenheizung der Grundriss eines kleineren romanischen Vorgängerbaus aus Tuffstein entdeckt. Die letzte große Innenrenovierung fand im Sommer 1993 statt.

## Beschreibung

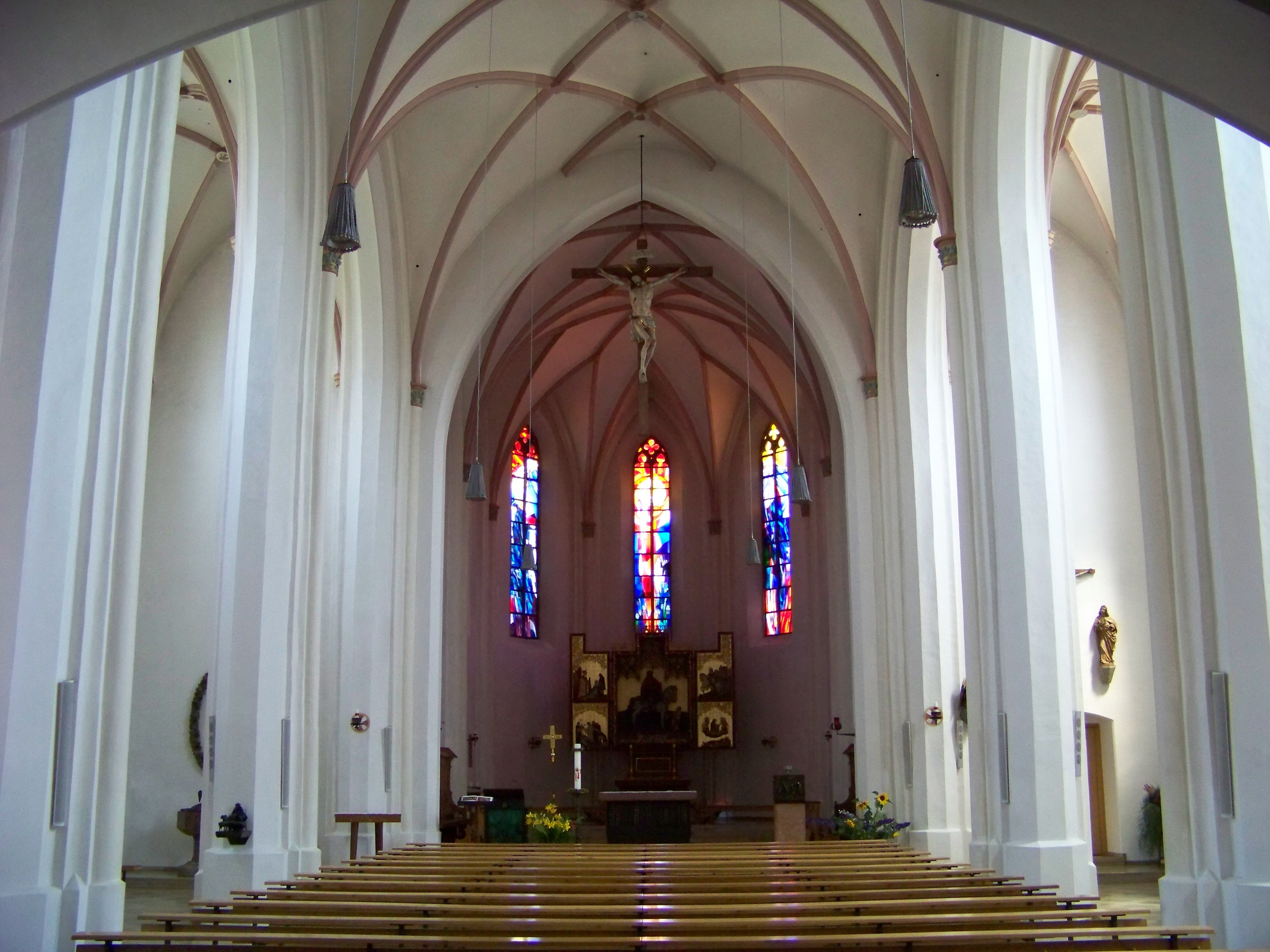
Innenansicht der Pfarrkirche St. Martin

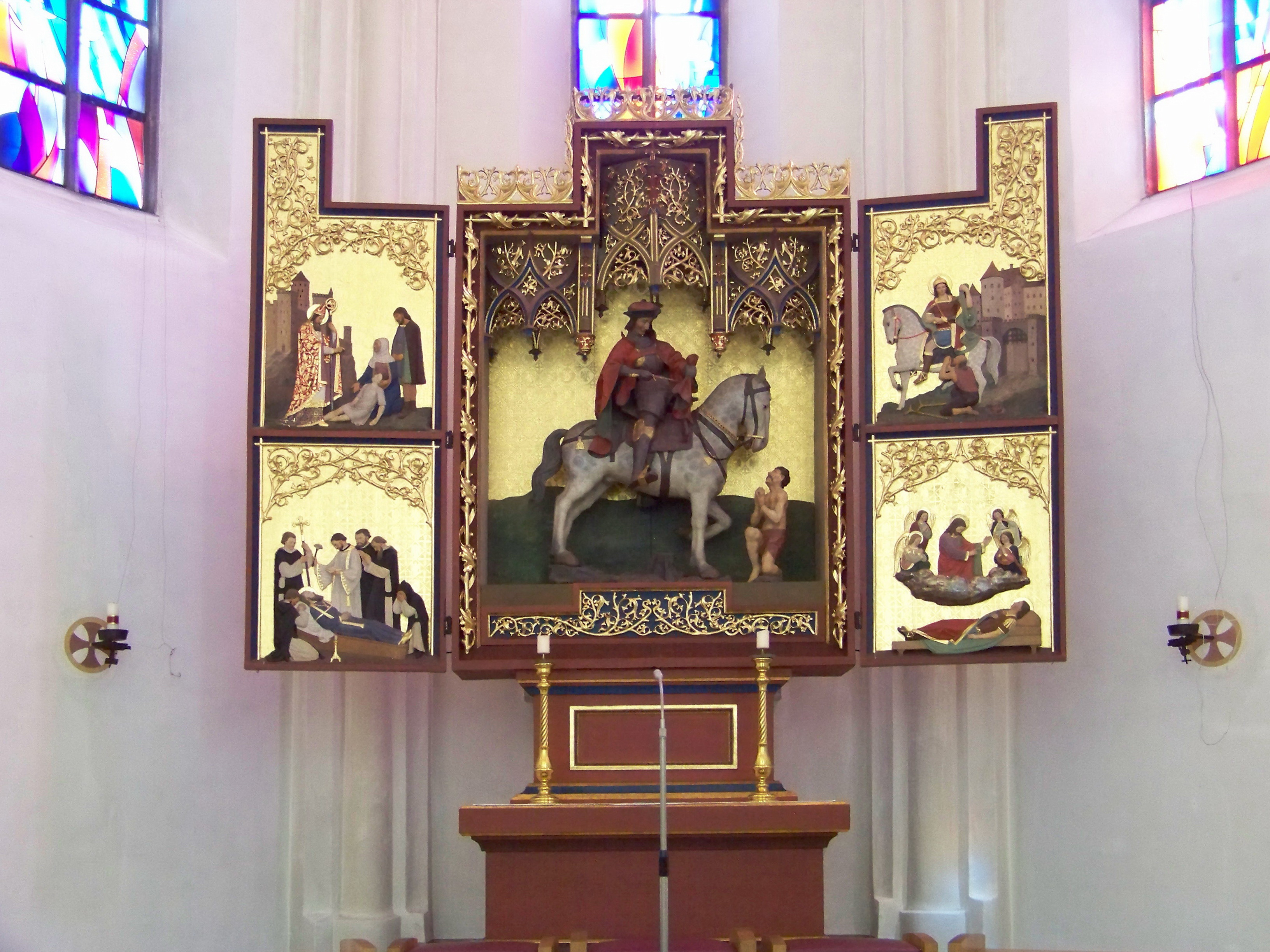
Neugotischer Flügelaltar mit gotischer Sankt-Martins-Figur

Die Kirche erinnert in vielen Punkten stark an die Martinskirche in Landshut, die als Vorbild für den Bau gedient haben dürfte und zu ähnlicher Zeit fertiggestellt wurde. So handelt es sich bei beiden Gotteshäusern um dreischiffige Hallenkirchen der Backsteingotik, bei denen die Seitenschiffe je halb so breit sind wie das Mittelschiff. Der gegenüber dem Mittelschiff kaum eingezogene Chor wird wie bei der Landshuter Kirche von einem kaum merklichen Chorbogen abgetrennt, in dessen spitzbogigem Abschluss sich ein großes Kruzifix befindet. Bei der Geisenhausener Kirche wurde dieses im Zuge der Barockisierung 1688 angebracht.
Außen wird das Gotteshaus durch einen umlaufenden Sockel, Strebepfeiler und einen Dachfries gegliedert. Die Innenausstattung stammt aus unterschiedlichen Epochen. So stammen eine Schnitzfigur von St. Martin auf dem Pferd mit dem knienden Bettler aus der Zeit zwischen 1520 und 1530, der Taufstein sowie ein in Stein gehauenes Antlitz (wohl das des unbekannten Baumeisters der Kirche) noch aus der Epoche der Gotik. Der Volksaltar wurde 1967 nach den Vorgaben des Zweiten Vatikanischen Konzils aufgestellt. Der Hochaltar wurde zur 500-Jahr-Feier des Baubeginns 1977 durch einen neugotischen Aufbau ersetzt, der an zentraler Stelle die gotische Sankt-Martins-Figur beherbergt. Die Altöttinger Kapelle, die an der Nordseite der Kirche angebaut ist und sich über einen Spitzbogen zum linken Seitenschiff öffnet, ist mit einer Marienfigur des österreichischen Bildhauers Albin Moroder aus dem Jahr 1977 ausgestattet. Der mächtige Kirchturm ist an der Spitze mit Kupfer beschlagen; er besitzt eine Höhe von 64 m, mit Kreuz 68 m.

### Orgel

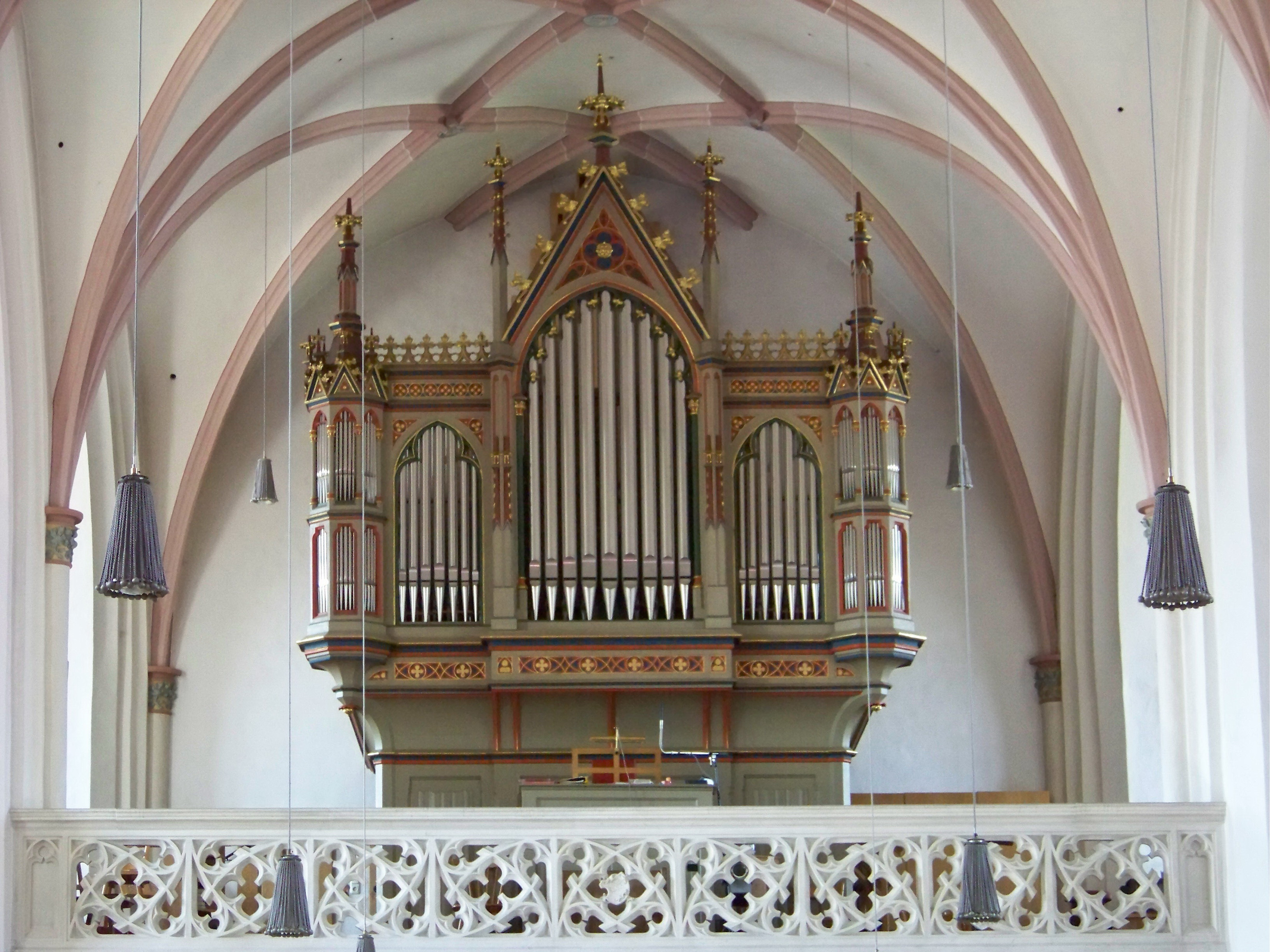
Blick zur Orgel auf der Westempore

Die Orgel der Pfarrkirche wurde 1887 von der Orgelbauwerkstatt Maerz aus München errichtet. Das Kegelladeninstrument mit mechanischer Spiel- und Registertraktur umfasst insgesamt 18 Register auf zwei Manualen und Pedal. Die Disposition lautet im Einzelnen:
| I Manual C–f3 |              |       |
| 1.            | Bourdon      | 16′   |
| 2.            | Principal    | 8′    |
| 3.            | Gedeckt      | 8′    |
| 4.            | Gamba        | 8′    |
| 5.            | Salicional   | 8′    |
| 6.            | Octav        | 4′    |
| 7.            | Traversflöte | 4′    |
| 8.            | Mixtur IV    | 2 ⁄3′ |

| II Manual C–f3 |                  |    |
| 9.             | Geigenprincipal  | 8′ |
| 10.            | Lieblich Gedeckt | 8′ |
| 11.            | Dolce            | 8′ |
| 12.            | Tibia            | 8′ |
| 13.            | Fugara           | 4′ |
| 14.            | Blockflöte       | 2′ |

| Pedal C–d1 |             |     |
| 15.        | Violonbaß   | 16′ |
| 16.        | Subbaß      | 16′ |
| 17.        | Octavbaß    | 8′  |
| 18.        | Violoncello | 8′  |

- Koppeln: II/I, II/P, I/P, Pedaloktavkoppel
- Spielhilfen: Piano, Mezzoforte, Fortissimo

Im Jahr 1980 erfolgte ein Umbau mit Erweiterung auf 19 Register durch Hubertus von Kerssenbrock aus Grünwald bei München. Seitdem lautet die Disposition wie folgt:
| I Manual |            |       |
| 1.       | Prinzipal  | 8′    |
| 2.       | Gedeckt    | 8′    |
| 3.       | Gamba      | 8′    |
| 4.       | Salicional | 8′    |
| 5.       | Octave     | 4′    |
| 6.       | Nasat      | 2 ⁄3′ |
| 7.       | Prinzipal  | 2′    |
| 8.       | Mixtur IV  | 1 ⁄3′ |
| 9.       | Trompete   | 8′    |

| II Manual |                 |      |
| 10.       | Geigenprinzipal | 8′   |
| 11.       | Rohrflöte       | 8′   |
| 12.       | Gamba           | 8′   |
| 13.       | Koppelflöte     | 4′   |
| 14.       | Blockflöte      | 2′   |
| 15.       | Terzzymbel III  | 2⁄5′ |

| Pedal |             |     |
| 16.   | Subbaß      | 16′ |
| 17.   | Octavbaß    | 8′  |
| 18.   | Violoncello | 8′  |
| 19.   | Fagott      | 16′ |

- Koppeln: II/I, II/P, I/P

Anmerkungen:
1. ↑  später eingebaut
2. 1 2 3 4 5 6 7  beim Umbau 1980 neu hinzugekommen

### Glocken

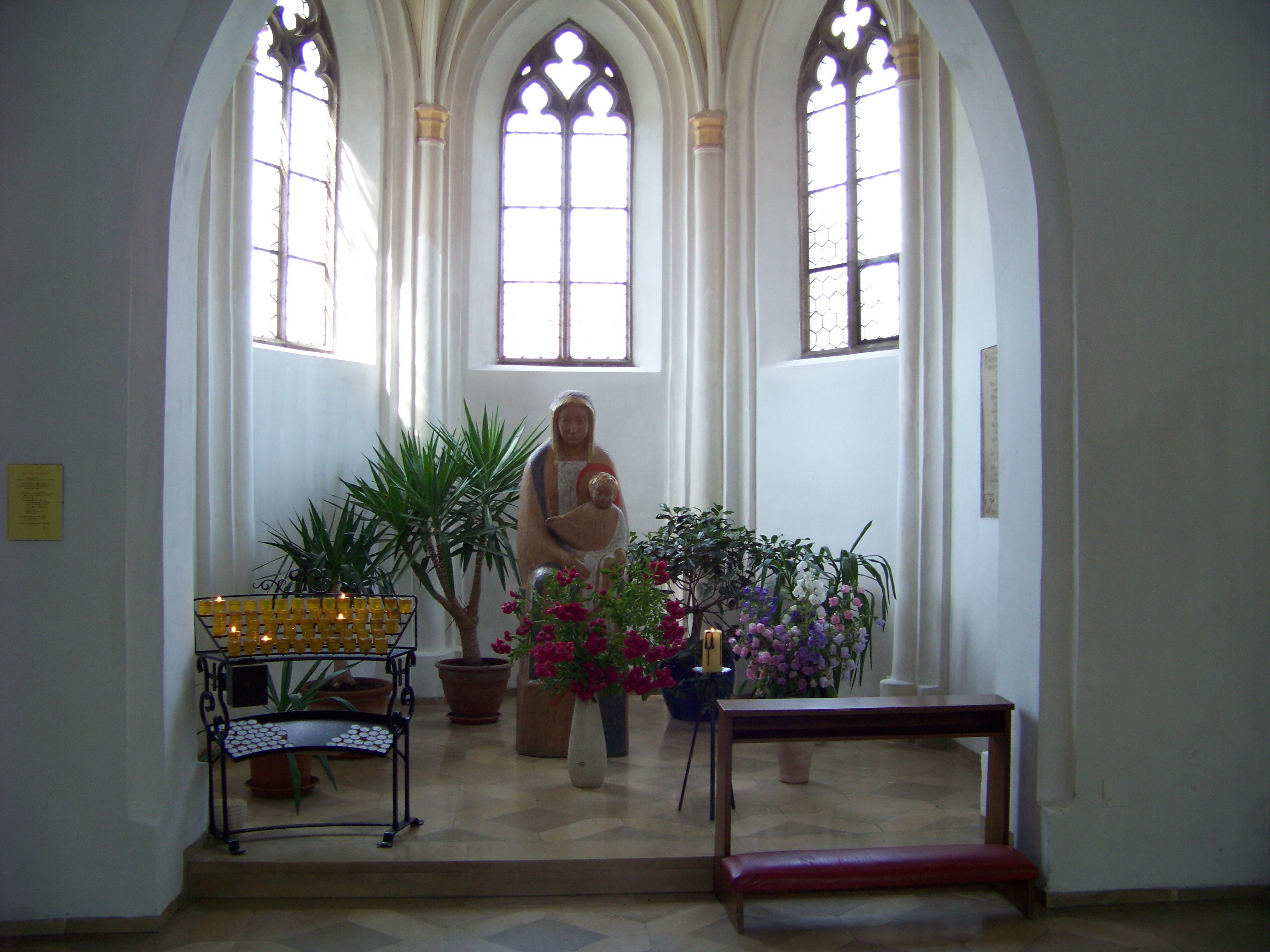
Altöttinger Kapelle mit moderner Marienfigur

Das Geläut der Pfarrkirche besteht aus fünf Bronzeglocken, die in der Melodielinie eines Salve-Regina-Motivs mit Oberoktav läuten. Sie hängen in einem Stahlglockenstuhl an geraden Stahljochen. Die Glocken 1 und 3 läuten in den unteren Gefachen. Über Glocke 1 läuten die Glocken 4 und 5 im Gegenschwung; über der Glocke 3 hängt die Glocke 2. Während die kleinste Glocke 1863 von Karl Dietschl aus Landshut gegossen wurde und beide Weltkriege unbeschadet überstand, mussten die übrigen Glocken im Zweiten Weltkrieg abgegeben werden. Als Ersatz dafür goss Johann Hahn aus Landshut 1950 vier neue Glocken. Die Glocken im Detail:
| Nr. | Name                         | Gussjahr | Gießer                  | Durchmesser [cm] | Gewicht [kg] | Schlagton | Inschrift                                                                                                |
| --- | ---------------------------- | -------- | ----------------------- | ---------------- | ------------ | --------- | --- |
| 1.  | Martinsglocke                | 1950     | Johann Hahn, Landshut   | 150              | 2500         | c1        | Martin heiß ich, Gott preis ich mit lautem Schall über Flur und Tal                                      |
| 2.  | Mutter-Gottes-Glocke         | 1950     | Johann Hahn, Landshut   | 125              | 1750         | e1        | Mari bin ich genannt, als Himmelskönigin bekannt, erbitte in diesem Erdenstreit uns ewige Glückseligkeit |
| 3.  | Sebastiansglocke             | 1950     | Johann Hahn, Landshut   | 115              | 1200         | g1        | Hl. Sebastian steh uns bei, damit wir, wie du, dem Glauben treu                                          |
| 4.  | Bruder-Konrad-Glocke         | 1950     | Johann Hahn, Landshut   | 95               | 500          | a1        | Bruder Konrad läut zur Meß, daß ihr die Christenpflicht nicht vergeßt                                    |
| 5.  | Erasmusglocke (Sterbeglocke) | 1863     | Karl Dietschl, Landshut | ?                | 300          | c2        | Karl Dietsch nahm mich, schlagt Metall und goß mich um zu Engelschlag im Jahre 1863                      |